# Emma D’Arcy

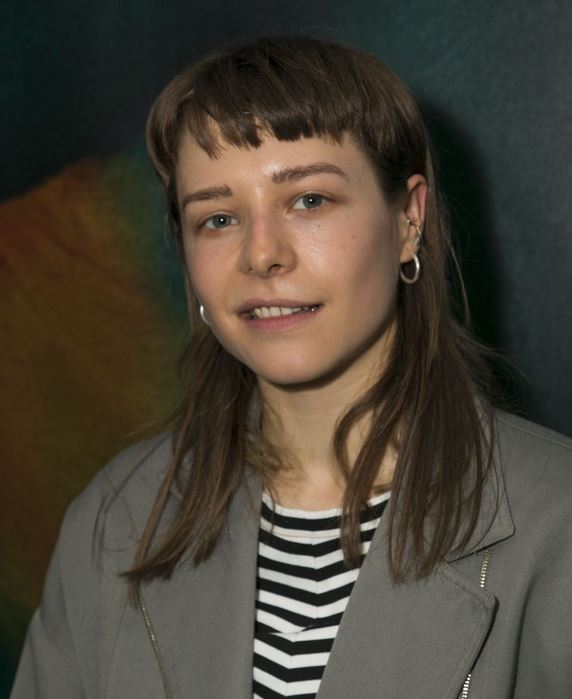
Emma D’Arcy, vor 2023

Emma Zia D’Arcy (* 27. Juni 1992 in London, England) ist eine britische schauspielende Person.

## Leben und Karriere
Emma D’Arcy wurde in London geboren und studierte Fine Arts an der Ruskin School of Art (Teil der University of Oxford). Seitdem trat Emma D’Arcy in einer Reihe von Theaterproduktionen auf, darunter Inszenierungen von Hexenjagd am Yale Theatre, von Against am Almeida Theatre, A Girl in School Uniform (Walks into a Bar) am West Yorkshire Playhouse und von Mrs Dalloway und Callisto: A Queer Epic am Arcola Theatre sowie Pillowman am Oxford Playhouse. Für die Forward Arena Theatre Company ist D’Arcy als Artistic Director tätig.
Emma D’Arcy war 2015 im Kurzfilm United Strong Alone das erste Mal vor der Kamera zu sehen. 2018 wirkte D’Arcy als Naomi Richards in der britischen Dramaserie Wanderlust mit, die beim Video-on-Demand-Anbieter Netflix veröffentlicht wurde. Es folgten Gastrollen in den Serien Wild Bill und Hanna. In der englischen Tragikomödie Die Misswahl – Der Beginn einer Revolution, die 2020 veröffentlicht wurde, wirkte D’Arcy in der Rolle der Hazel mit. Im selben Jahr folgte als Astrid eine zentrale Rolle in der Serie Truth Seekers. Seit 2022 ist D’Arcy als Rhaenyra Targaryen in einer zentralen Rolle in der HBO-Serie House of the Dragon, dem ersten Spin-Off der erfolgreichen Serie Game of Thrones, zu sehen.
D’Arcy identifiziert sich als nichtbinär.

## Filmografie (Auswahl)
- 2015: United Strong Alone (Kurzfilm)
- 2018: Wanderlust (Fernsehserie)
- 2019: Wild Bill (Fernsehserie, Episode 1x03)
- 2020: Die Misswahl – Der Beginn einer Revolution (Mishbehaviour)
- 2020: Hanna (Fernsehserie, 2 Episoden)
- 2021: Truth Seekers (Fernsehserie, 8 Episoden)
- 2021: Ein Festtag (Mothering Sunday)
- 2021: Babtiste (Fernsehserie, Episode 2x02)
- seit 2022: House of the Dragon (Fernsehserie)